# SV Vechtzoom
SV Vechtzoom is een Nederlandse amateurvoetbalvereniging uit Utrecht. De club is opgericht op 18 april 2016 en speelt op Sportpark Vechtzoom in de Utrechtse wijk Overvecht.  Als verenigingskleuren zijn geel en groen. De club heeft in seizoen 2022/2023 drie mannenelftallen (één 35+) en elf jeugdteams. 
Het standaardelftal speelt in het seizoen 2022/23 in de Vijfde klasse zaterdag West-I.